# Palmiro Togliatti
Palmiro Michele Nicola Togliatti (Genova, 1893. március 26. – Jalta, 1964. augusztus 21.) olasz antifasiszta politikus, az Olasz Kommunista Párt főtitkára. 1930-tól szovjet állampolgár lett. Róla nevezték el a (szovjet) orosz Sztavropol na Volge (ma Togliatti) várost.

## Élete
Az Olasz Kommunista Párt alapítói közé tartozott és 1927-től haláláig a párt főtitkára, a Komintern tagja volt.
1944 és 1945 között miniszterelnök-helyettes, 1945 és 1946 között igazságügyi miniszter a fasizmus bukása utáni első kormányokban. Tagja volt az olasz Alkotmányozó Nemzetgyűlésnek. 1948 után az ellenzék legfőbb vezetője, miután a kereszténydemokraták maradtak évtizedeken át hatalmon. A "szocializmus olasz változatát" hirdette, hitt abban, hogy a szocializmus a demokratikus értékekkel együtt valósíthatók meg Olaszországban.
1948-ban túlélt egy ellene elkövetett merényletet, 1964-ben hunyt el nyaralása közben, amikor beutazta az egész Krím-félszigetet.

### Viszonya az 1956-os magyar forradalommal
Togliatti, ekkoriban is a keményvonalas sztálinista szellemiséget követte, annak ellenére, hogy a párton belül a többség, elfordult ettől az irányzattól. Hivatalosan kérte az SZKP vezetőségét, hogy verjék le a forradalmat, amely szerinte "táptalaja a fasizmusnak". Meg volt róla győződve, hogy Budapesten a forradalom alatt valójában "fasiszta-egyházi reagálás" történik. Nagy Imrét pedig nem tartotta elvtársnak.

## Magyarul
- Közlemény a Kommunista és Munkáspártok Tájékoztató Irodájának értekezletéről. M. Suslov, P. Togliatti, Gheorghe Gheorghiu-Dej beszámolói; MDP, Bp., 1949
- Az Olasz Kommunista Párt új harci feladatai; Szikra, Bp., 1950 (Nemzetközi kérdések)
- Az emberiség egyetlen helyes útja; Szikra, Bp., 1952 (Nemzetközi kérdések)
- Válogatott cikkek és beszédek; ford. Sallai Géza; Szikra, Bp., 1952
- A békéért és a szabadságért. Beszámoló az Olasz Kommunista Párt Központi Bizottsága 1952. június 21-i ülésén; ford. Gábor György; Szikra, Bp., 1952 (Nemzetközi kérdések)
- A nemzetközi munkásmozgalom egységéről. Beszámoló az Olasz Kommunista Párt 8. kongresszusán 1956. december 8-14.; Kossuth, Bp., 1957
- Az Olasz Kommunista Párt; ford. Szebeszta Miklós; Kossuth, Bp., 1960
- A demokrácia és a szocializmus problémái. Válogatott írások és beszédek; vál. Szántó György; Kossuth, Bp., 1965
- A Kommunista Internacionálé történetének néhány kérdése; Nehézipari Műszaki Egyetem, Marxizmus-leninizmus Tanszék, Miskolc, 1967
- A demokráciáért, a békéért, a szocializmusért. Szemelvények beszédekből és cikkekből; összeáll. Fencsik László; Kossuth, Bp., 1974
- Előadások a fasizmusról; ford. Vincze Istvánné; Kossuth, Bp., 1986 (Források)